# Pojan (Korça)
Pojan falu és alközség Albánia délkeleti részén, a Korçai-medence északkeleti peremén, a Devoll felső völgyében, Korça városától légvonalban 13, közúton 16 kilométerre északkeleti irányban. Korça megyén és Maliq községen belül Pojan alközség központja, amelynek további települései Burimas, Kreshpanj, Orman, Pendavinj, Plasa, Rov, Rrëmbec (Rëmbec), Shëngjergj, Terova, Zëmblak és Zvezda. A 2011-es népszámlálás alapján Pojan alközség népessége 10 864 fő. Mezőgazdasági terület gazdag őstörténeti múlttal.

## Fekvése
Pojan alközség a Korçai-medence északkeleti peremén terül el, a Thatë-, az Ivan- és a Morava-hegység találkozásánál, ahol a Devoll folyó a Cangonji-szoroson (Gryka e Cangonjit) keresztül, kb. 830 méteres tengerszint feletti magasságban kiér a Korçai-medencébe. A Korçát a Devoll völgyén és a Cangonji-szoroson át Bilishttel összekötő SH3-as út átszeli az alközség területét, emellett az SH79-es út a Zvezdai-hágón (Qafa e Zvezdës) át köti össze Pojant Pusteccel.

## Története
A Korçai-medence az albániai őstörténet kiemelkedő jelentőségű területe, ahol az újkőkortól a kőrézkoron át a bronzkorig virágzottak a maliqi kultúra települései. Két jelentős régészeti helyszín található Pojan alközség területén: Burimas és Shëngjergj. Egy Burimas melletti hegytetőn egy a neolitikum végétől a középső kőrézkorig lakott települést tártak fel a régészek, amelyet a kora kőrézkor típusos kultúrájaként tartanak számon. A burimasi agyagedényeket mély karcolatú szalag- vagy háromszögmintákkal díszítették, ezek belső területét pontozással töltötték ki, a későbbiekben pedig megjelentek a pontozott párhuzamos vonalak, hullám- és spirálmotívumok is. Kisebb táljaik és tányérjaik peremét gyakran vörös vagy fehér színnel felfestett, szélesebb sávval díszítették. Shëngjergj határában, 1300 méteres tengerszint feletti magasságban tártak fel egy másik, az újkőkortól a kőrézkorig lakott települést. Rrëmbec mellől ismert egy kora bronzkori település, értékes leletei között tartják számon az i. e. 2100–1800 közötti időszakra keltezett rézfejszéket.
Az ókorban a Korçai-medence és a Cangonji-szoros fontos szerepet játszott a makedónok, illírek és rómaiak egymás ellen vívott háborúiban, mint csapataik felvonulási területe. Egy Zvezda melletti hegytetőn az i. e. 8. században épült fel vélhetően az enkhelék fallal védett települése, amelyet az i. e. 4. századig laktak. Bár a régészek többsége Selca e Poshtmét azonosítja az ókori Pélionként, ahol i. e. 335-ben III. Alexandrosz makedón király és Kleitosz dasszaréta király között fontos összecsapás zajlott le, felmerült annak lehetősége is, hogy a zvezdai romok helyén állt Pélion. Érdekes régészeti helyszín a Shëngjergj közelében feltárt, mintegy 12 méter hosszú barlang, ahová talán értékeiket rejtették el a környék lakói. Nagy számban találtak itt mázas feketekerámiát, bronzból készült ruhadíszeket, csatokat, brossokat, fülbevalókat, karkötőket és gyűrűket, valamint az i. e. 4. századtól az i. sz. 4. századig vert pénzérméket. A legérdekesebb leletek közé tartozik egy arasznyi bronzszobor, amely nyilazás közben ábrázolja a bőrsarut viselő Artemisz istennőt. A középkorban a komani kultúrához tartozó, talán arber népesség lakta a vidéket, akiknek 7–8. századi temetőjét Rrëmbec határában tárták fel.
A török hódoltság vége felé, a 19. században Plasa mellett állt a kegyetlenkedéseiről hírhedt Sinan bég vára. Ugyanebben az időszakban Shëngjergj a halveti dervisrend egyik fontos helyszíne volt tekkével (derviskolostorral). Az albán függetlenségi harcok során a Mihal Grameno vezette felkelőket 1911. július 28-án Orman mellett verték szét az oszmán alakulatok.

## Nevezetességei
Pojan alapvetően mezőgazdasági terület kevés látnivalóval. Műemlékvédelem alatt áll a Zvezda melletti ókori vár romja, amelynek 2-3 méter széles, kötőanyag nélkül épített falai 500 méter hosszan maradtak fenn. Feltehető keletkezési ideje az i. e. 8. századra tehető, és az i. e. 4. századig lakták.

### Nevezetes pojaniak
- Pojan szülötte volt Musztafa Naili(wd) (1798–1871), az Oszmán Birodalom albán származású nagyvezírjeinek egyike (1853–1854, 1857).[16]